# Philippe Desmet
Philippe Desmet (29 de novembro de 1958) é um ex-futebolista belga que competiu na Copa do Mundo FIFA de 1986.